# Come Taste the Band
| Recensione   | Giudizio      |
| ------------ | ------------- |
| [ 3 ]        | AllMusic      |
| (mixed)      | BBC Music     |
| (average)    | Blogcritics   |
| (favourable) | Rolling Stone |
| [ 7 ]        | Sputnikmusic  |

Come Taste the Band è il decimo album in studio dei Deep Purple, pubblicato nel 1975.
È stato l'ultimo album di inediti pubblicato dal gruppo negli anni '70, prima di sciogliersi un anno dopo a causa della morte di Tommy Bolin, nonché il terzo ed ultimo con il cantante David Coverdale; è inoltre l'unico album della band in cui non partecipano Ritchie Blackmore e Ian Gillan che ritorneranno nel 1984, durante la reunion con l'album Perfect Strangers. L'album, seppur eguagli lo stile funk rock del precedente si allontana dal classico hard rock di alcuni album (ad esempio Deep Purple in Rock, Machine Head o Burn), ed è considerato dallo stesso Gillan come un unicum nella storia del gruppo. All'epoca della sua pubblicazione ebbe una fredda accoglienza dai fan del gruppo, ma le vendite furono buone. Negli anni a venire venne rivalutato positivamente per il contributo del chitarrista Tommy Bolin. Il brano di chiusura You Keep On Moving dal tono malinconico, è una delle canzoni più apprezzate del disco ed è stata inserita in numerose compilation del gruppo britannico.

## Storia
Si tratta dell'unico album della Mark IV, nella quale rimangono escluse la voce di Ian Gillan e la chitarra di Blackmore, il quale viene sostituito da Tommy Bolin. La formazione avrà breve vita, a seguito dell'interruzione dell'attività dal vivo a causa degli eccessi di Bolin. I componenti rimanenti, con la sola eccezione di Hughes, confluiranno per un breve periodo nei Whitesnake di David Coverdale. Bolin morì lo stesso anno durante un breve tour con la sua band, il 4 dicembre 1976, a causa di un mix letale di alcol, cocaina ed eroina, a 25 anni. Dall'album fu estratto un singolo, "Getting Tighter"/"You Keep On Moving" contenente una versione di "You Keep On Moving" più breve di quella inserita nell'album, per rientrare nei limiti temporali dei 45 giri, con l'introduzione notevolmente accorciata e l'assolo di organo di durata dimezzata.
Dopo l'abbandono da parte di Ritchie Blackmore, la band si riunì per discutere se sciogliersi o se trovare un rimpiazzo e decise per questa opzione. David Coverdale aveva sentito l'LP Spectrum di Billy Cobham, nel quale Bolin figurava come chitarrista solista in quattro canzoni. Coverdale convocò Bolin per una jam con i Deep Purple e Bolin ottenne l'impiego dopo una jam di quattro ore. La band in seguito si trasferì a Monaco, in Germania, per cominciare a lavorare a Come Taste The Band. A luglio Bolin si assentò per andare a Los Angeles per lavorare sul suo primo disco solista, Teaser. Dopo aver registrato le prime tracce, Bolin tornò coi Deep Purple ed il disco fu registrato tra il 3 agosto e il 1º settembre del 1975 presso i Musicland Studios di Monaco. L'ingegnere del suono fu ancora una volta Martin Birch, in collaborazione col gruppo fin dai tempi di Concerto for Group and Orchestra. Birch fu accreditato come coproduttore dell'album assieme alla band. Bolin scrisse e co-scrisse sette delle nove tracce totali dell'album, incluso lo strumentale Owed To G, che era un tributo a George Gershwin. Per la scrittura di Lady Luck, Coverdale riscrisse parzialmente una canzone di un vecchio collaboratore di Bolin, Jeff Cook, con cui condivise i crediti.
Quando la band ritornò ai Pirate Studios a metà ottobre per preparare gli spettacoli dal vivo, l'entusiasmo creato dalle jam iniziali ebbe una battuta di arresto. Tommy Bolin si ritrovò a confrontarsi con l'aspettativa che dovesse suonare gli assoli di Blackmore nota per nota. Questo gli diede la sensazione di essere percepito più come un collaboratore a pagamento piuttosto che una mente creativa ed una risorsa, in modo simile all'esperienza che aveva avuto come i James Gang al posto di Joe Walsh (Eagles). Il resto della band restò divisa a metà, coi vecchi membri in una situazione di sicurezza finanziaria e Hughes e Coverdale più ambiziosi, forti del recente salto di carriera, ed orientati verso stili musicali differenti. Bolin stesso, non appena iniziò a vedere l'ombra dello stardom e dei guadagni, iniziò a cadere nella spirale di dipendenza dall'eroina. La band inoltre abbandonò i Pirate Studios dopo che Robert Simon prenotò l'altra metà del tempo proprio ai Rainbow, la neonata band di Blackmore.

## Tour
L'album uscì nell'ottobre del 1975 e ne seguì in tour di supporto in Australia, Giappone ed USA. Sebbene l'album vendette moderatamente bene e rivitalizzò i Deep Purple per un breve periodo, i concerti avevano molti punti bassi. Il pubblico si aspettava che Bolin suonasse dei soli nello stile di Blackmore, ma gli stili dei due chitarristi erano molto differenti. Inoltre, i problemi di tossicodipendenza di Bolin e la dipendenza di cocaina di Hughes portarono spesso all'abbassamento della qualità delle esibizioni. Bolin, che era solito sniffare eroina in quanto spaventato dagli aghi, iniziò occasionalmente ad iniettarsi la droga, ma l'inesperienza lo portò a causare una specie di insensibilità al braccio che rovinò la qualità delle esibizioni giapponesi. Durante uno di questi show, il chitarrista era solo capace di suonare accordi in barrè, mentre a Jon Lord toccò suonare molte parti di chitarra sull'organo. Sfortunatamente, il concerto venne registrato per un album chiamato Last Concert In Japan, pubblicato nel 1977 come disco postumo alla morte di Tommy Bolin. Nonostante le insistenze da parte della band di impedirne il rilascio, il disco uscì in Giappone e si fece strada anche in Inghilterra e negli Stati Uniti. La pubblicazione del disco non fece che peggiorare la reputazione del chitarrista da parte dei fan che non lo vedevano di buon occhio le differenze stilistiche rispetto a Blackmore. La performance del chitarrista fu rivalutata in seguito alla rimasterizzazione ed al rilascio di un formato in doppio CD del concerto intitolato Deep Purple: This Time Around – Live in Tokyo. Oltre ad un generale innalzamento del volume delle chitarre nel mix, nel disco sono stati inclusi anche i brani della nuova formazione, nei quali il chitarrista si trova più a suo agio, che inizialmente rimasti quasi del tutto fuori dalla scaletta. Una registrazione migliore di questa formazione dei Deep Purple fu inoltre eseguita a Long Beach, California, all'inizio del 1976, e fu rilasciata nel 1995 col nome di King Biscuit Flower Hour Presents: Deep Purple in Concert, pubblicata in Europa col nome di On The Wings of a Russian Foxbat.
Geoff Baron, nell'edizione del 2003 della rivista Classic Rock, elogiò la qualità delle performance di Bolin nel corso del tour americano. Inoltre, descrisse di aver avuto un'esperienza diretta della quantità impressionante di cocaina di cui faceva uso Hughes e del rapporto significativo che Bolin aveva con l'eroina, della presenza di alcuni spacciatori di droga dall'aria pericolosa e della sensazione palpabile di pericolo. Tommy e Glenn si legarono sia musicalmente che nello stile di vita, il che li metteva sempre di più in contrapposizione con Lord e Paice, più esperti e riservati, con Coverdale che rimaneva nel mezzo. Alcune date del tour americano non furono recensite positivamente. Avendo come apertura Leslie West ed i Nazareth, la band saltuariamente non riuscì a catturare l'attenzione del pubblico avvezzo alle sonorità boogie dei due openers e si rese conto della potenziale debolezza degli intermezzi strumentali. Tuttavia, alcune performance ben riuscite confermarono la decisione di tenere Bolin nella band.
Durante il tour negli UK, tuttavia, i problemi di droga di Bolin cominciarono a rendere la qualità delle sue esibizioni inaccettabile. Durante l'ultimo concerto, tenuto a Liverpool il 19 marzo 1976, il chitarrista si accasciò sul palco, provocando l'ira di Coverdale, che abbandonò il palco. Dopo quella data, il tour si interruppe ed i Deep Purple si sciolsero. Il gruppo si riformerà nel 1984 con la riunione della storica Mark II e la pubblicazione di Perfect Strangers. In seguito, Bolin tornerà in America per registrare e portare il tour il suo secondo disco solista, Private Eyes, come apertura per Jeff Beck e Peter Frampton, prima di morire per abuso di droghe. Paice e Lord in seguito confluirono per un breve periodo nei Whitesnake, il gruppo fondato da Coverdale nel 1978. Hughes, dopo una breve comparsa nel vecchio gruppo Trapeze, cercò di mettere su una band con Bolin. Dopo la morte del chitarrista, si è dedicato alla carriera solista ed a numerose collaborazioni.

## Accoglienza
L'album vendette moderatamente bene al rilascio (#19 negli UK e #43 negli USA, #6 in Norvegia, #6 in Nuova Zelanda e #7 in Italia). Fu certificato disco d'argento dalla BPI, dopo aver venduto 60000 copie negli UK. Ian Gillan (che lasciò la band nel 1973), al contrario, ha dichiarato che non considera l'album come un vero disco dei Deep Purple. Lord, alcuni anni dopo la pubblicazione, commentò positivamente la qualità del disco, dichiarando che "ascoltandolo oggi, è un album sorprendentemente bello" ma allo stesso tempo rendendosi conto che "la cosa peggiore che può essere detta di questo disco è che, per la maggior parte della gente, non è considerato un disco dei Deep Purple". Ad oggi rimane un album apprezzato dai fan, in particolare in merito alla rivalutazione da parte della critica del contributo creativo di Tommy Bolin.

## Tracce
Edizione originale in LP, CD, MC
Lato A
1. Comin' Home (Coverdale, Bolin, Paice) - 3:55
2. Lady Luck (Coverdale, Jeff Craig Cook) - 2:48
3. Gettin' Tighter (Bolin, Hughes) - 3:37
4. Dealer (Coverdale, Bolin) - 3:50
5. I Need Love (Coverdale, Bolin) - 4:23

Lato B
1. Drifter (Coverdale, Bolin) - 4:02
2. Love Child (Coverdale, Bolin) - 3:08
3. This Time Around / Owed to 'G' (Bolin, Hughes, Lord) - 6:10
4. You Keep On Moving (Coverdale, Hughes) - 5:19

Edizione CD del 35º anniversario
1. Comin' Home (Coverdale, Bolin, Paice) - 3:55
2. Lady Luck (Coverdale, Jeff Craig Cook) - 2:48
3. Gettin' Tighter (Bolin, Hughes) - 3:37
4. Dealer (Coverdale, Bolin) - 3:50
5. I Need Love (Coverdale, Bolin) - 4:23
6. Drifter (Coverdale, Bolin) - 4:02
7. Love Child (Coverdale, Bolin) - 3:08
8. This Time Around (Bolin, Hughes, Lord) - 3:12
9. Owed to 'G' (Bolin, Hughes, Lord) - 2:57
10. You Keep On Moving (Coverdale, Hughes) - 5:19

Tracce bonus nell'edizione del 35º anniversario
1. You Keep On Moving (single version) - 4:26
2. Same In L.A. (Coverdale, Hughes, Paice, Lord) - 3:15
3. Bolin/Paice Jam (Bolin, Paice) - 5:47

## Formazione
- David Coverdale - voce
- Tommy Bolin - chitarra, basso elettrico in Comin' Home e voce
- Glenn Hughes - basso elettrico e voce
- Jon Lord - tastiera, tutti gli strumenti nelle tracce 3,4 del lato b.
- Ian Paice - batteria

## Classifiche

### Classifiche settimanali
| Classifica (1975/76) | Posizione massima |
| -------------------- | ----------------- |
| Australia            | 11                |
| Germania             | 29                |
| Italia               | 7                 |
| Norvegia             | 6                 |
| Nuova Zelanda        | 6                 |
| Paesi Bassi          | 12                |
| Regno Unito          | 19                |
| Stati Uniti          | 43                |
| Svezia               | 16                |

### Classifiche di fine anno
| Classifica (1976) | Posizione |
| ----------------- | --------- |
| Italia            | 22        |